# Грязовець – Виборг

Газогін Грязовець-Виборг на мапі Росії

Грязовець — Виборг — газопровід, побудований в Росії для забезпечення подачі газу на вихідну точку трубопровода «Північний потік».
Реалізація стратегії Росії по уникненню залежності від України у питанні транзиту газу до країн Європи викликала будівництво «Північного потоку», який транспортує ресурс через Балтійське море безпосередньо до Німеччини. Вихідною точкою останнього обрали Виборг, куди потрібно було подати газ у обсягах до 55 млрд м³.
Початкова точка газопроводу в районі Грязовець у газотранспортному коридорі Ухта-Торжок забезпечує доступ як до запасів півострова Ямал через трубопровід «Бованенково-Ухта», так і до інших родовищ на півночі Тюменської області через 3-тю і 4-ту нитки «Сяйва Півночі», а також «СРТО-Торжок». Підключення до цього коридору відбувається біля компресорної станції Ново-Грязовецька, кінцевою точкою є компресорна станція «Портова» у бухті Портова на узбережжі Фінської затоки. Довжина об'єкту — 917 км по території Вологодської та Ленінградської областей.
Для газопроводу обрано діаметр труб 1420 мм, робочий тиск — 9,8 МПа, що при наявності двох ниток забезпечує потрібну річну потужність. Зварювання лінійної частини почалось у 2005 році. Введення об'єкта в дію синхронізували із запуском «Північного потоку» у 2011—2012 роках.